# Léon Bonnat

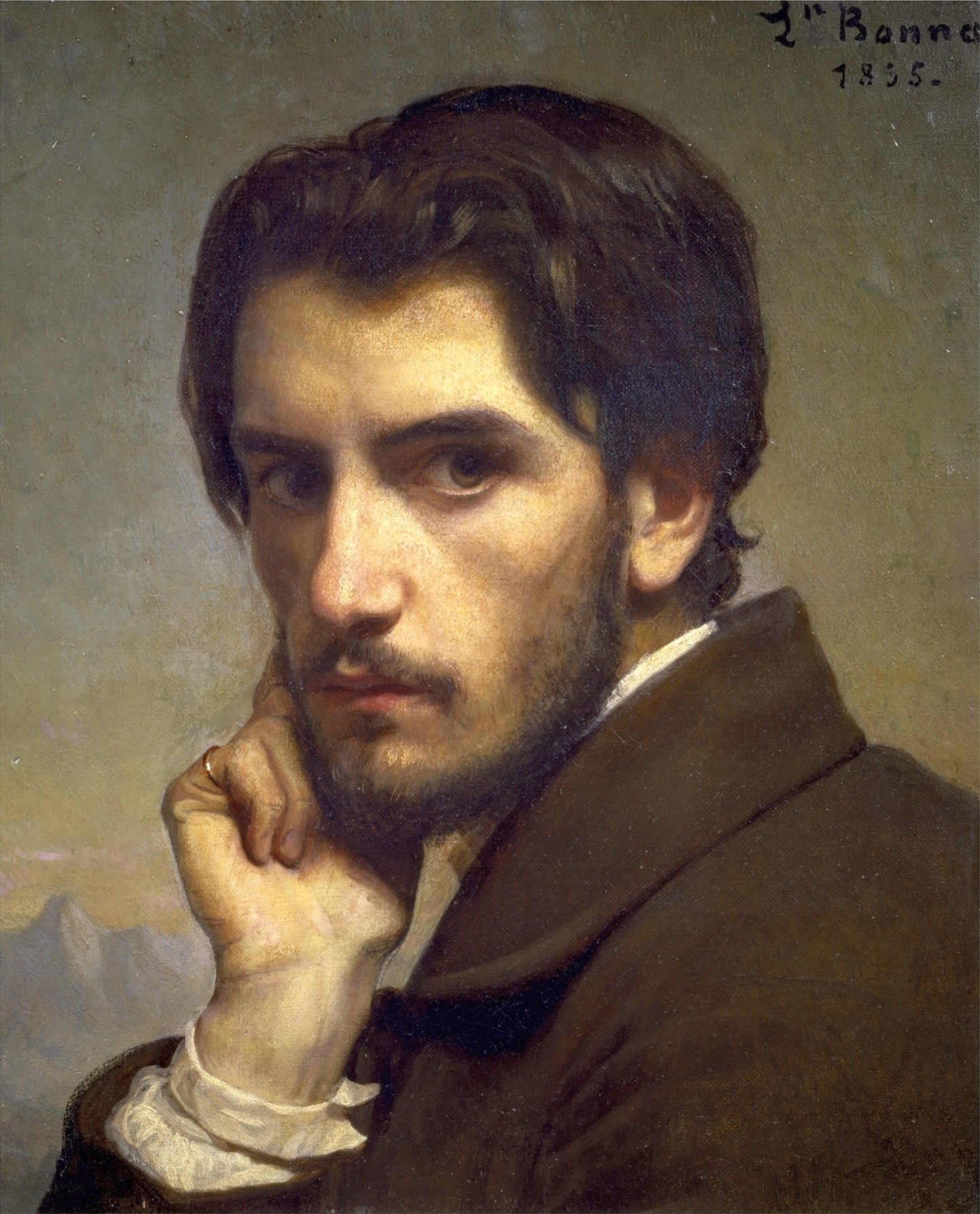
Léon Bonnat: Zelfportret

Léon Joseph Florentin Bonnat (Bayonne, 20 juni 1833 - Monchy-Saint-Éloi, 8 september 1922) was een Frans kunstschilder. Zijn werk wordt gerekend tot het naturalisme, in de academische traditie.

## Leven en werk
Bonnat werd geboren in Bayonne maar woonde tussen 1846 en 1853 in Madrid, waar zijn vader een boekhandel dreef, en waar hij leerling werd van de bekende kunstschilder Federico de Madrazo y Kuntz. Op zijn eenentwintigste ging hij naar Parijs en ging werken in de ateliers van Léon Cogniet en Hippolyte Delaroche. Van 1858 tot 1860 verbleef hij in Rome, waar hij onder andere Edgar Degas en Gustave Moreau leerde kennen. Later reisde hij ook naar Griekenland en het Midden-Oosten. Na zijn terugkeer naar Frankrijk begon hij te werken als leraar aan de École nationale supérieure des beaux-arts. Tot zijn leerlingen behoorden onder anderen Edvard Munch, Gustave Caillebotte, John Singer Sargent, Peder Severin Krøyer, Henri de Toulouse-Lautrec, Thomas Eakins, Alphonse Osbert, Erik Werenskiold, Raoul Dufy, Edwin Lord Weeks en Georges Braque.
Hij liet in de rue de Bassano (nr. 48), in het chique 16e arrondissement in Parijs, vlak bij het Champs Elysées voor zichzelf en zijn moeder een herenhuis met atelier bouwen. 
Bonnat schilderde hij veel historische en religieuze werken in een academisch-naturalistische stijl, waarbij zijn Spaanse achtergrond duidelijk zichtbaar was, met name in het harmonieuze gebruik van coloriet. Een bekend voorbeeld is zijn "Gekruisigde Christus", dat vanwege zijn sterke expressie veel kritiek uitlokte.
Het meest bekend werd Bonnat door zijn portretten, vaak van beroemdheden als Adolphe Thiers, Victor Hugo en Jules Grévy. Kenmerkend is de energieke modellering van zijn figuren, de sterke plastiek en de karakteristieke tekening van de gezichten. Om door Bonnat te mogen worden geschilderd moest je, volgens de Franse krant Le Courier français, eerst een aanbeveling krijgen van een generaal of van een minister. Portretten 'ten voeten uit' waren in die tijd in die regio fors aan de prijs: 40.000 frank (in 2018: € 179.000) in het 16e arrondissement volgens een artikel in de Londense Standard van 2 februari 1892. Een middelgroot herenhuis kocht men toen voor 80.000 frank.
Bonnat stierf in 1922 te Monchy-Saint-Éloi, op 89-jarige leeftijd. Zijn werk bevindt zich in tal van grote musea, zoals het Louvre, de Hermitage, het Musée d'Orsay en het Metropolitan Museum of Art. In zijn geboorteplaats Bayonne staat het Musée Bonnat, waarin hij de kern van zijn verzameling onderbracht.

## Galerij

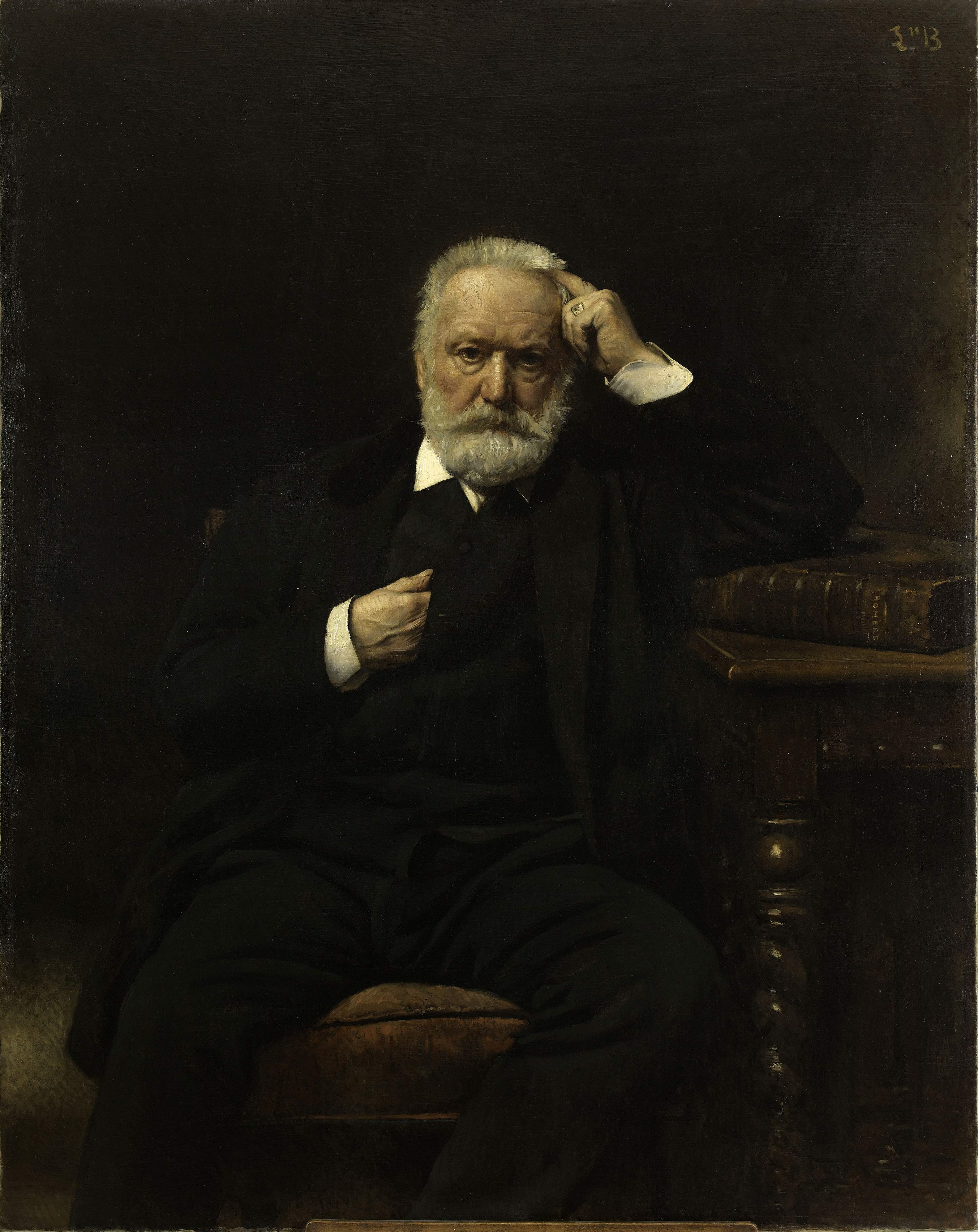
Victor Hugo
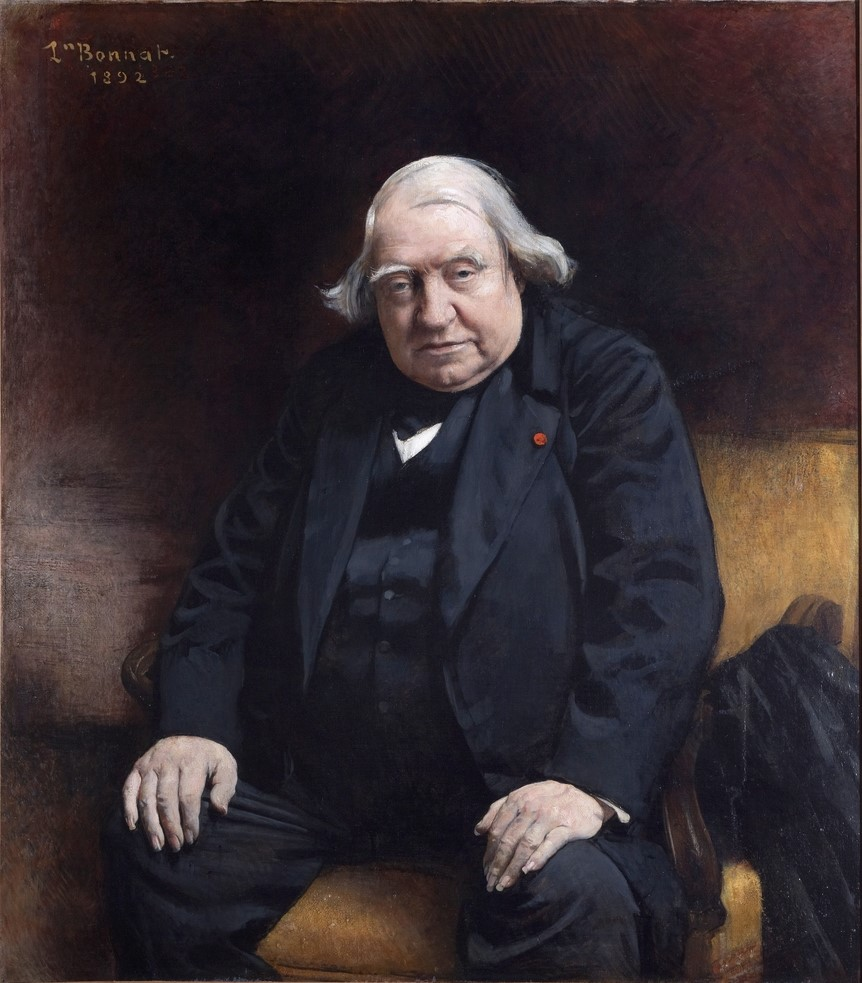
Ernest Renan
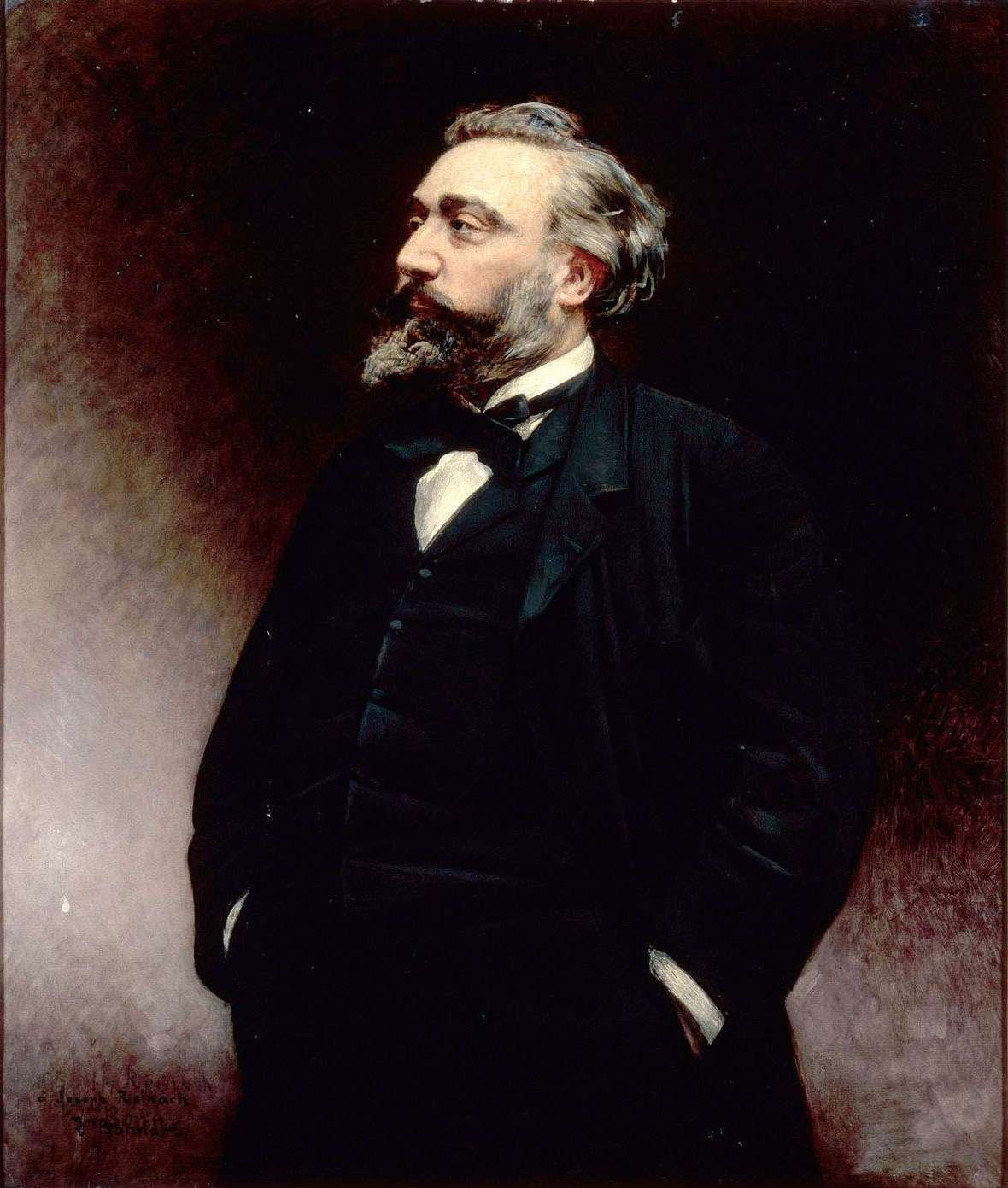
Léon Gambetta
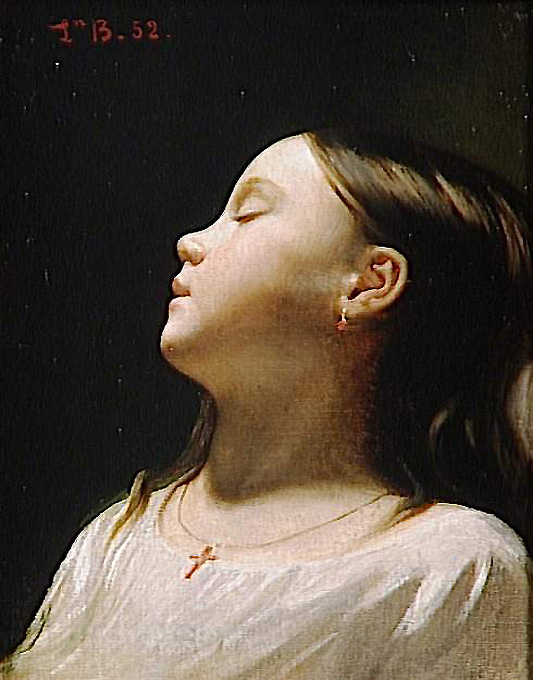
Filette endormie
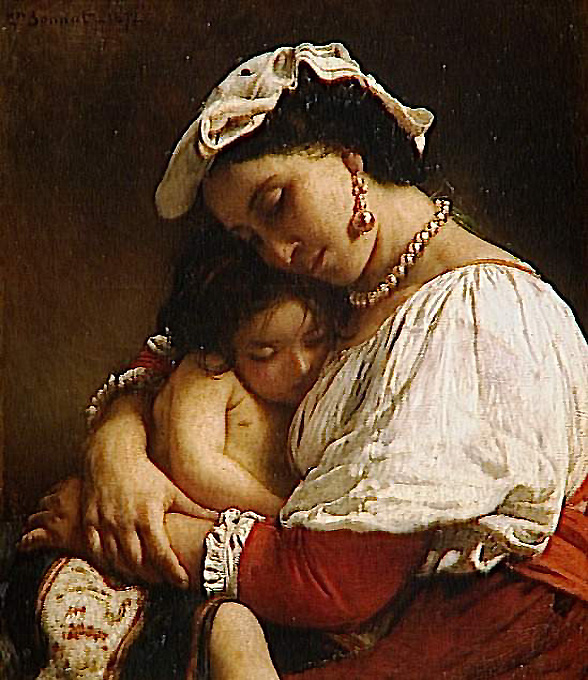
Italienne
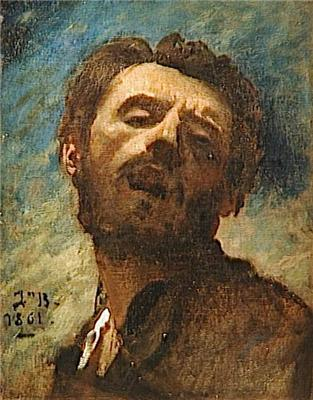
Portrait d’un Homme
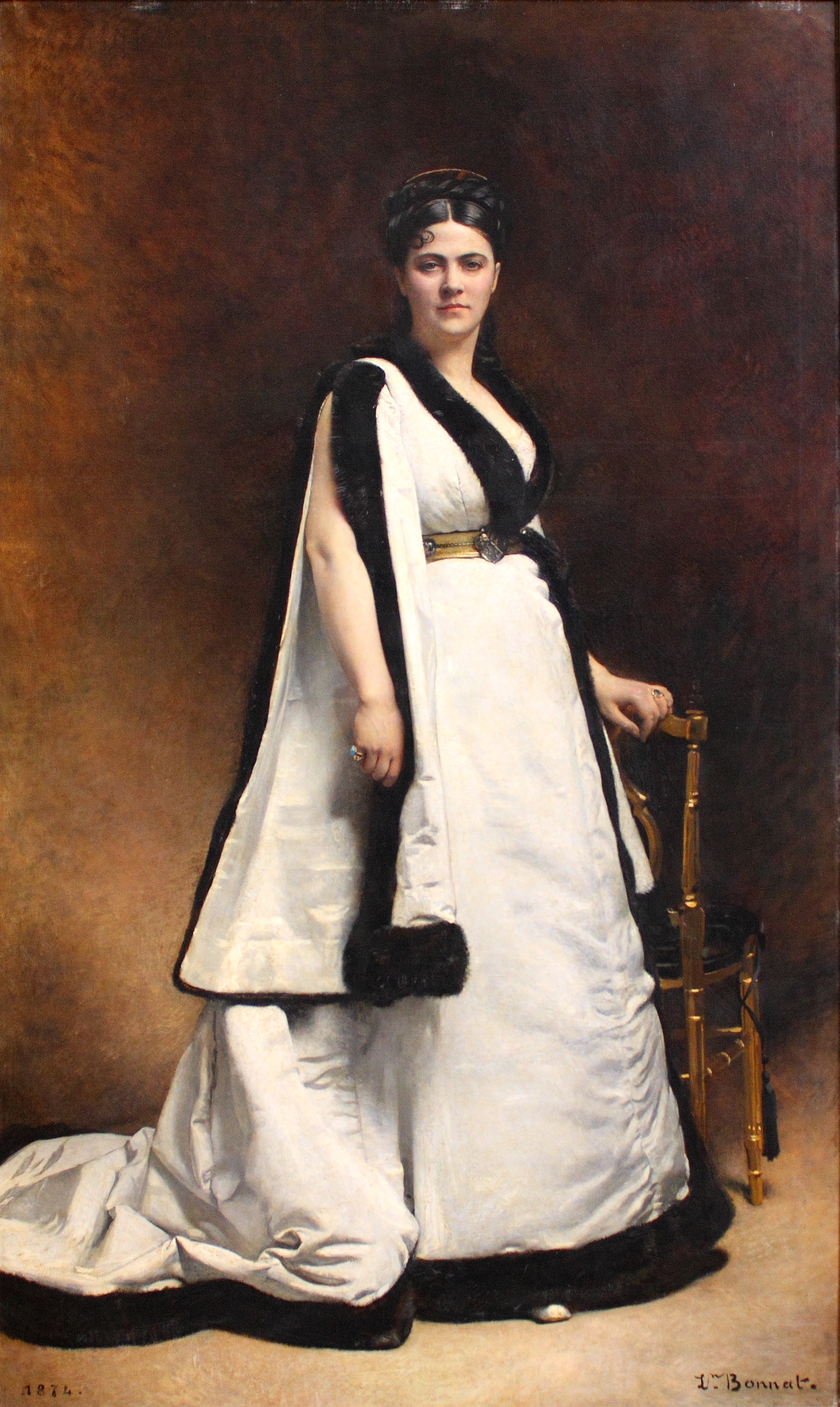
Madame Pasca
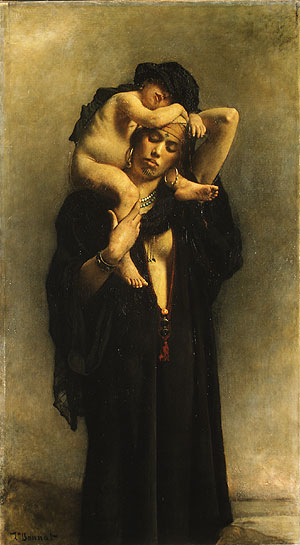
Une paysanne égyptienne et son enfant
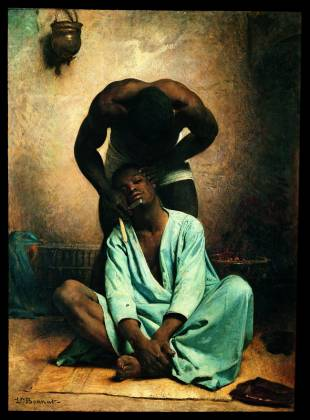
Le Barbier
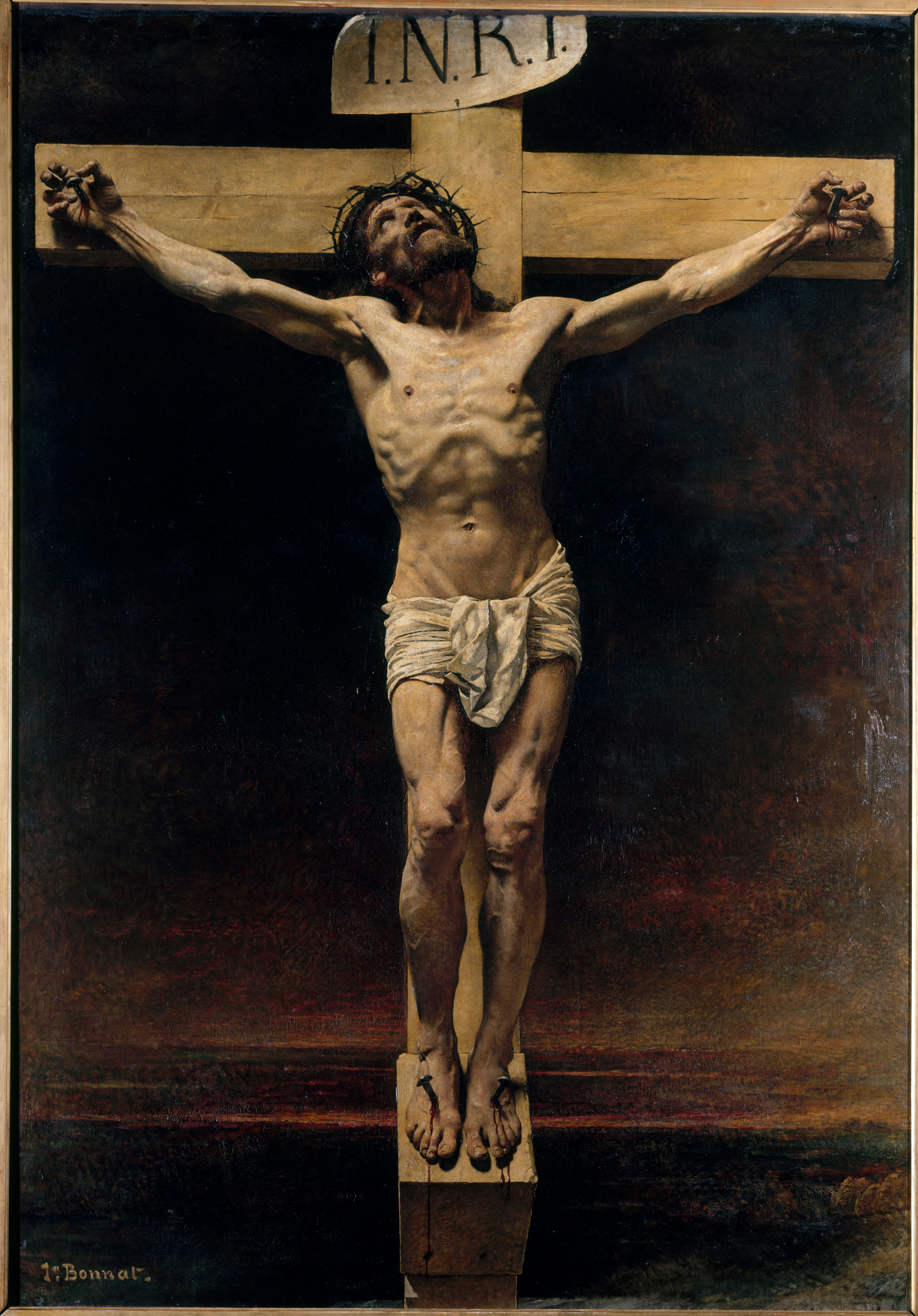
Christ crucifixion

- Bibsys: 2030466
- Biblioteca Nacional de España: XX4579563
- Bibliothèque nationale de France: cb13509169v (data)
- CiNii: DA19129953
- Gemeinsame Normdatei: 116241772
- International Standard Name Identifier: 0000 0001 2017 3185
- Library of Congress Control Number: n96008046
- Base Léonore: LH//283/16
- Nationale Bibliotheek van Tsjechië: xx0137561
- Nationale Bibliotheek van Israël: 987007336297405171
- Nationale Bibliotheek van Polen: a0000002894491
- Nederlandse Thesaurus van Auteursnamen: 148219950
- Réseau des bibliothèques de Suisse occidentale: 02-A003023591
- RKD-Nederlands Instituut voor Kunstgeschiedenis: 10393
- SNAC: w6rx9ggf
- Système universitaire de documentation: 050293931
- Union List of Artist Names: 500016107
- Virtual International Authority File: 19835381
- WorldCat: E39PBJvMFrHPdtvrXcMY6JkdQq